# 上野動物園クロヒョウ脱走事件
上野動物園クロヒョウ脱走事件（うえのどうぶつえんクロヒョウだっそうじけん）は、1936年（昭和11年）7月25日早朝、恩賜上野動物園で飼育されていたクロヒョウのメス1頭が脱走した事件である。脱走したクロヒョウは約12時間半後に捕獲され、特段の被害もなかった。この事件は当時の人々に大きな衝撃を与え、同年に発生した「阿部定事件」、「二・二六事件」と並んで「昭和11年の三大事件」と評された。なお、第二次世界大戦中に実施された上野動物園での戦時猛獣処分はこの事件の影響があったといわれる。

## 経緯

### 事件前のあらまし
事件の「主役」となったクロヒョウのメスは、シャム（後のタイ王国）で捕獲された野生の個体であった。このクロヒョウはシャムを経済使節として訪問した実業家の安川雄之助を通して贈られたもので、シャムから日本へ輸送にあたり飼育担当者が付き添ったが、気性が荒く船内でも鉄製の檻を破る騒ぎを起こしていた。
1936年（昭和11年）5月18日に川崎から陸揚げした後、上野動物園にトラックで運搬された。クロヒョウは体長が4尺5寸（約1.364メートル）、体重14貫（約52.5キログラム）、年齢6歳といい、上野動物園の猛獣舎に収容されることになった。捕獲されてすぐに贈られてきたためにクロヒョウは環境にも人間にも馴染まず、寝室内の暗い隅にいることが多くて運動場にさえなかなか出ようとしなかった。
7月になると暑さが厳しくなり、クロヒョウは事件発生の10日前あたりから食欲不振となった。

### 事件の発生
事件前日の7月24日、上野動物園主任技師を務めていた古賀忠道と飼育担当者は、クロヒョウの体調を気遣って夜間なら運動場に出るのではとの配慮から、その日初めて寝室と運動場の仕切り戸を開放したままにしておいた。飼育担当者は、その日の宿直当番になっていた。深夜の午前2時に巡回したときには、特段の異常を認めなかった。
翌日の早朝、午前5時過ぎに飼育担当者が巡回した際、クロヒョウは姿を消していた。この事態を受けて直ちに職員約100人を動員しての捜索が行われたがクロヒョウの発見には至らず、動物園は臨時休園となった。
上野動物園は、上野警察署と上野憲兵分隊にクロヒョウ脱走を通報した。警視庁からは「昭和の新選組」という異名で呼ばれていた特別警備隊（現在の機動隊の源流）が出動し、赤羽にあった第一軍用犬養成所と日本犬保存会からもそれぞれ2頭の犬が捜索用に駆り出された。捜索は猟友会の鉄砲組や警防団なども加えて、総勢700人余りが参加する大規模なものとなり、「戊辰戦争の彰義隊以来の大騒動」と評されるほどの騒ぎとなった。
上野公園への一般市民の立ち入りは禁止され、厳戒態勢の中で捜索が続けられた。やがて、動物園と美術学校（後の東京芸術大学）の境界にある千川上水が開渠部分から暗渠部へと入っていく入り口付近で、クロヒョウの足跡と思われるものが発見された。捜索は上野公園内の暗渠部分に焦点が絞られ、公園内にあるマンホールの蓋を1つずつ開ける作業が始まった。

### 発見・捕獲
同日午後2時35分になって、上野公園の職員が東京府美術館（後の東京都美術館）と当時の公園事務所があった二本杉原という場所の間の小道にあるマンホールの下で、暗がりに光るクロヒョウの目を見つけた。この知らせを受けて、捕獲作戦が実行された。クロヒョウが暗渠の先に逃げないように、次のマンホールの下を障害物で塞いで退路を断った。
暗渠の大きさに合わせて板の盾を作り、トコロテンを押し出す要領で暗渠内のクロヒョウを追い詰める計画を立てた。盾の中央部には穴をあけて、その穴に重油のたいまつを差し込んでクロヒョウを追い詰めるとともに煙でいぶし出すという作戦であった。この盾を押す役を受け持ったのは、上野動物園のボイラー係を務めていた原田国太郎であった。7月26日付の読売新聞記事は、原田は横須賀の重砲隊にいた頃に手に負えない荒馬を乗り鎮めて癖馬矯正大会で1等賞を獲得した経験があり、谷中地区の草相撲で大関を張っていると紹介している。
クロヒョウが発見されたマンホールの入り口は、蓋を外して代わりに檻を設置し、さらにその上を網で覆った。原田は足跡が見つかった暗渠部の入り口から暗渠内に入り込み、盾を押しながら奥へと進んでいった。逃げ場を失った上に煙でいぶされたクロヒョウは、ついにマンホールから飛び出し、午後5時35分に捕獲された。脱走発覚から捕獲まで約12時間半が経過し、クロヒョウも人間側にも全く被害は出なかった。

### クロヒョウ脱走の原因
『動物園の昭和史』の著者、秋山正美は当時小学校1年生で、このクロヒョウを観るために芝大門の自宅から何度も上野動物園に通っていた。秋山によると、最初の数回は鉄柵の外に「クロヒョウ」と記された札が出ていたにもかかわらず、クロヒョウ自体はどこにも見当たらなかったという。秋山は諦めずに上野動物園通いを続け、運動場から別の檻への出入り口の奥にクロヒョウの臀部が少し見え隠れしているのに気づき、存在を確かめることができた。
後にクロヒョウがたまたま姿を現したとき、秋山もその場に居合わせた。クロヒョウはコンクリート製の岩石の上に這い上がって行き、そこでほとんど動かなくなった。秋山がなおも見守っていると、檻の天井にあたる高所まで登っていき、宙吊りのような姿勢でまた動かなくなっていた。秋山はこのことについて、『いまになって振り返れば、クロヒョウが高いところへ行きたがることに、飼育係は、もう少し早く注目すべきであったろう』と指摘している。
上野動物園の猛獣舎に付属している運動場は屋外に設置された檻であるため、陽射しを遮る屋根がなかった。屋根の代わりに放射状に伸びた鉄棒が組み合わされていて、運動場の上を天井のようにすっぽりと覆う形になっていた。しかし、天井代わりの鉄棒と鉄棒の間に、わずかながら幅の広いところと狭いところができていて、1カ所のみクロヒョウの頭部が入り込める程度のすきまがあった。その部分には、真っ黒な毛が数カ所にこびりついていて、クロヒョウはここから脱走したものと判明した。また、後には天井部の鉄棒については、檻の外周に使われている鉄棒よりやや細かったこともわかっている。

### 事件への反応
翌日（7月26日）の新聞各紙は、この事件をこぞって取り上げた。読売新聞は社会面の見出しで、『大活劇!黒豹生捕りの巻 火責め水攻め苦心の末 現はれ出たる一勇士 金剛力トコロテン戦法に凱歌』と報じた。東京日日新聞は、『黒豹脱走 帝都・真夏のスリル!』と題し、社会面のほとんどをこの事件報道に当てた。東京朝日新聞は、『帝都の戦慄 上野動物園の黒豹けさ檻を破って脱出 新撰組二個中隊出動』と報じるなど、各紙の扱いはいずれも大きいものであった。
上野動物園は、同じ7月26日の新聞紙面に謝罪広告を掲載した。その文面は次のようなものであった。

謹謝
昨廿五日早朝上野動物園飼育の黒豹（雌）一頭脱出し市民各位に多大の御憂慮相懸け候段洵に恐縮に存上候 黒豹は園内暗渠内に潜伏し居るを発見致し同日午後五時卅五分無事捕獲収檻致候間何卒御休心被下度此段御報告申上候也
東京市 上野恩賜公園動物園
市民各位

この謝罪広告の他に、上野動物園は8月1日付の東京市公報においても謝罪文を掲載した。謝罪文では今回の事件について謹謝の意を述べるとともに、事件に対する処置と今後の対策について万全の策をとる旨を記述している。
作家の吉村昭は、事件発生当時小学校3年生だった。吉村は上野動物園にほど近い日暮里で生まれ、当時もそこで暮らしていた。事件の発生した7月25日は夏休みに入って初めての日曜日で、脱走の一報はたちまち町内に広まったという。ラジオからはクロヒョウの獰猛さをしきりに強調し、十分に警戒するようにとの放送が繰り返し流されていた
。そのため町内は大騒ぎになり、各町会では家の戸を固く閉ざして外には出るなと触れて回った。吉村も雨戸を固く閉めた家の中にいたものの、今にも戸を破ってクロヒョウが飛び込んでくるような予感に怯えていた。
やがてクロヒョウ捕らわるという知らせが届き、吉村は外へ出た。近所の人たちも、知らせを聞いて安堵した様子を見せていた。ただし、吉村は長い間クロヒョウが日暮里から鶯谷方面への京成電車の高架線のくぼみに潜んでいたところを発見されて捕獲されたと思い込んでいた。後年になって吉村は、当時の東京日日新聞を読み返して、自分の記憶違いに気づいた。吉村はこの件について、『あらためて記憶というものが不確かなものであるのを感じた』と記述している。
上野動物園に長年勤務していた澤田喜子は、少女時代に体験したこの事件の記憶を書き残している。当時の澤田一家は、上野動物園のすぐ近所に住んでいた。事件当日の朝、彼女の父は通常なら開いている動物園の裏門が閉ざされていたことについて、「何か変だ」と話していた。程なくして動物園の職員が家を訪ねてきてクロヒョウの脱走を知らされたため、町会長だった父は町内への連絡に忙殺された。
時間の経過につれて警戒は大規模になっていった。姉の1人が「今日は夕飯の支度を早めにして、暑くても雨戸を閉めなければ」と言う声に澤田が我に返ったとき、「クロヒョウ捕獲」の知らせが届いた。夜になると、「上野動物園」と書かれた提灯を下げた動物園の職員が家を訪ねてきた。職員たちは深夜まで、町内の家々を回って今回の事件についての陳謝を伝えていた。
『もう一つの上野動物園史』の著者、小森厚はこの事件について、『その時の思い出を尋ねると、ほとんどの人が、一週間も雨戸を締めたままで、怖い思いをしたと語るのである』と記述している。実際には12時間半の脱走であった旨を説明しても、絶対にそんなことはないと主張する人もいたという。小森は『これはこの事件が世間に与えた衝撃の大きさを如実に示すものといえよう』と続けている。なお、クロヒョウ脱走事件は、同年に発生した「阿部定事件」、「二・二六事件」と並んで「昭和11年の三大事件」と評された。

### 事件の収拾
クロヒョウ脱走事件からわずか5日後の7月30日、今度はシカの脱走事件が発生した。このシカは同年1月に寄贈されたメスで、7月30日午前11時に寝室入り口から脱走して上野公園内を走り抜け、上野広小路の洋品店前までさしかかったところで群衆によって取り押さえられた。上野動物園の飼育主任を務めていた福田三郎が山下交番でシカを引き取り、上野警察署まで運搬していったものの、その途上の午前11時40分にシカは心臓麻痺を起こして死んでしまった。
連続する脱走事件の責任を取って、上野動物園の最高責任者である主任技師職を務めていた古賀忠道は進退伺を提出した。古賀は免職にはならなかったものの、10月31日付で「市則第八十九条ニ依リ」過怠金5円の行政処分を受けた。なお、当時古賀の年俸は1,800円であった。飼育主任の福田は10月30日付で譴責処分を受け、シカの飼育担当者は11月15日付で「30日間日給20銭の減給」という行政処分を受けた。動物の脱走事件で飼育担当者が行政処分を受けたのは、このときが初めてのことであった。その一方で、クロヒョウ捕獲に活躍した原田国太郎には10月30日付で特別賞与金として5円が与えられた。
保健局公園課長の井下清は、東京市長牛塚虎太郎宛の報告書を7月26日付で提出した。その後、工費8,570円をかけて応急施設工事が実施された。その内容は警報器設備一式、移動投光器3台、コンセント設備増設8カ所、錠前改造などであった。猛獣舎については、金網が430平方メートルにわたって設置されている。

### その後
捕獲されたクロヒョウは、事件後約4年間生きた。クロヒョウが死んだのは、1940年5月12日のことであった。その死因は、下あごにできた腫瘍であった。
第二次世界大戦中に実施された上野動物園での戦時猛獣処分は、この事件の影響があったといわれる。1943年（昭和18年）8月16日、当時の東京都長官大達茂雄は、上野動物園などに対して猛獣の殺処分を発令した。これに従って上野動物園では、ゾウ、ライオン、トラ、クマ、ヒョウ、毒蛇などといった14種27頭の殺処分を行った。吉村昭は処分の話を聞いてクロヒョウ脱走事件を思い出し「猛獣が空襲下に逃げだしたら大変だ」という説明に「なるほど」と思ったというが、ゾウたちが薬殺も注射殺もできず結局餓死させたという話にやり切れない思いをしたと記述している。
第二次世界大戦後の上野動物園では、1967年（昭和42年）と1977年（昭和52年）にそれぞれインドゾウが飼育場から逃げ、2010年（平成22年）は1月と6月にニホンザルが逃走した。上野動物園と多摩動物公園では、1年交代で猛獣脱出対策訓練を実施している。